# Marta Herford
Le Marta Herford est un musée d'art contemporain situé à Herford, dans le land de la Rhénanie-du-Nord-Westphalie, en Allemagne.

## Histoire
A la fin du vingtième siècle, la ville d'Herford est un important site pour l'industrie allemande du meuble et du textile. L'idée du musée naît à la fin des années 1990, dans le but de réunir au sein d'un même bâtiment l'art, l'économie et la culture, pour rendre hommage à cet héritage et promouvoir la région de la Westphalie-de-l'Est-Lippe.
Le musée est conçu par l'architecte américano-canadien Frank Gehry. Il se trouve sur le terrain d'une ancienne usine textile de la société Ahlers, construite en 1959 par Walter Lippold, qui a été conservée et utilisée par Gehry lors de la création du musée. La construction a commencé en 2001 et le musée a été officiellement ouvert au public le 7 mai 2005. Il est d'abord dirigé par l'historien et conservateur belge Jan Hoet jusqu'en 2009, puis par l'historien Roland Nachtigäller (de) jusqu'à la fin 2021, et par la conservatrice Kathleen Rahn depuis 2022.
Le nom Marta est un acronyme de Möbel (meubles en allemand), ART (art en anglais) et Ambiente (ambiance). Musée d'art contemporain à vocation internationale, le Marta se spécialise dans les domaines des arts visuels contemporains, et plus particulièrement dans ceux du design, de l'architecture et de la décoration intérieure. Au sein de sa collection se trouvent notamment des œuvres des artistes Panamarenko, Cai Guo-Qiang, Reinhard Mucha, Georg Baselitz, Wilhelm Sasnal (en), Sigmar Polke ou Paolo Chiasera (de). A proximité du musée, une villa de l'époque du Gründerzeit accueille le Marta-Atelier.